# 国鉄テキ200形貨車
国鉄テキ200形貨車（こくてつテキ200がたかしゃ）は、かつて日本国有鉄道（国鉄）及び1987年（昭和62年）4月の国鉄分割民営化後は日本貨物鉄道（JR貨物）に在籍した鉄製有蓋車である。

## 概要
本形式は、1966年（昭和41年）6月14日と1968年（昭和43年）4月22日に、日本車輌製造支店で10両ずつ、計20両（テキ200 - テキ219）が製造された、31 t積み二軸ボギー鉄製有蓋車である。秩父セメント所有の私有貨車で、前例であるテキ1形（2代）と同様、積荷と区間を限定して運用された。
本形式の積荷は袋詰めセメントで、車体の形態はテキ100形（秩父鉄道車籍。本形式も同形式と同じ秩父鉄道車籍でもよかったはずだが、なぜ国鉄車籍の私有貨車となったのかは不明）と酷似しており、パレット荷役に対応した側面総開き式であるが、テキ100形の6分割に対して、本形式では4分割となっている。パレットは、専用の特殊形状のもの16枚が積載可能である。妻板も平鋼板製で、上部に通気口が設けられている。また、屋根はビード入り平鋼板製の山形であるが、テキ100形で設けられていた屋根上の歩み板は、本形式では廃止された。台枠は、台車間の中梁を太くした魚腹型台枠である。足踏み式ブレーキは、1966年（昭和41年）製の前期形では片側装備であるが、1968年（昭和43年）製の後期形では両側装備となっている。
荷室の寸法は、長さ13,650 mm、高さ2,260 mm、床面積30.5 m2、容積62.9 m3で、中央部に固定式の仕切り、その前後部中間に可動式の仕切りが設けられている。全長は14,550 mm、全幅は2,720 mm、全高は3,550 mm、台車中心間距離は10,350 mm、自重は18.5 tである。本形式の台車はスリーピース式一体鋳鋼台車のTR41Cで、最高運転速度は75 km/h、車軸は12 t短軸である。
本形式は、テキ200 - テキ205, テキ210 - テキ219が高崎線の籠原駅、テキ206 - テキ209が秩父鉄道秩父本線の武州原谷駅に常備（1971年（昭和46年）2月に全車武州原谷駅常備に変更）され、秩父鉄道線内から発送される袋詰めセメントの輸送用として、八高線の小宮駅、相模線の北茅ケ崎駅、上信電鉄上信線の南高崎駅、東武鉄道伊勢崎線の業平橋、東上線の下板橋など、指定された駅との間で運用された。1986年（昭和61年）5月31日にテキ203が廃車され、残る19両が日本貨物鉄道に車籍を引き継がれたが、1988年（昭和63年）6月29日に全廃された。